# Сисала
Сисала (самоназвание), (исала, пасала, сисаи, дебе, тамбобоба, квама, багбала, галебагла) — народ, обитающий в Гане в междуречье Кулпон и Сисили (дистрикт Туму Верхней области) и в соседних районах Буркина-Фасо. Родственны тамполенси (тампруси), бугули, касена, буилса, нанкансе, мо, иногда рассматриваются как часть груси.Численность — около 204 тыс. человек.

## Язык
Говорят на языке сисале группы гур нигеро-конголезской макросемьи. Основные диалекты: исала, дебе, гилбагале (галебагла), нсихаа (Попов 1999: 493).

## Религия
Большинство сисала придерживается традиционных верований, часть — мусульмане-сунниты, есть католики. Традиционные верования связаны с культами предков и одушевлённых сил природы (земли, воды, огня), а также высшего существа Веа (Веи). Распространена вера в магию, фетиши и ведовство.
Значительным влиянием обладают тинтеентиина («хранители земли») — жрецы культа земли и прорицатели, они же — старшины и военные лидеры. Практикуется скарификация, в прошлом — ритуальный каннибализм (Попов 1999: 493).

## История
По этногенетическим преданиям предки сисала пришли на территорию современного обитания в XVII веке с северо-востока (Попов 1999: 493).

## Традиционные занятия
Основное занятие сисала — тропическое ручное земледелие (просо, сорго, ямс, фонио, кукуруза, рис, арахис, овощи, бобовые), скотоводство (крупный и мелкий рогатый скот) и охота. Из ремёсел развиты гончарное, кузнечное, ткацкое, плетение, выделка кож. Распространено отходничество в южные районы Ганы на плантации какао и лесоразработки (Попов 1999: 493).

## Быт
Сисала живут небольшими хуторами в круглых глинобитных хижинах с конической соломенной крышей.
Повседневная одежда — набедренная повязка, праздничная — длинная белая рубаха с короткими рукавами у мужчин и короткая юбка у женщин.
Пища преимущественно растительная (каши, похлёбки, лепёшки) и молочная (Попов 1999: 493).

## Социальная организация
Основу традиционной социальной организации составляют большесемейные общины, родовая организация и возрастные группирования. Счёт родства патрилинейный, брачное поселение вирилокальное. Практикуются полигиния, левират, сорорат, покупной брак. Предпочтительными считаются межэтнические браки с касена, запретными — с буилса, лоби, дагаба (Попов 1999: 493).

## Культура
Основные фольклорные жанры — песни, сказки и пословицы (Попов 1999: 493).